# Топонимия Шри-Ланки

Административное деление Шри-Ланки

Топонимия Шри-Ланки — совокупность географических названий, включающая наименования природных и культурных объектов на территории Шри-Ланки. Структура и состав топонимии страны обусловлены её географическим положением, языковой ситуацией и богатой историей.

## Название страны
В древности Шри-Ланка была известна путешественникам под разными именами. Согласно исторической поэме «Махавамса», легендарный царевич Виджая назвал остров «Тамбапани» (что означает «медно-красные руки» или «медно-красная земля»), из-за того, что у его соратников руки были окрашены красной почвой острова. В индуистской мифологии, в частности, в «Рамаяне», остров упоминается как «Ланка» («Остров»). Тамильский термин «Eelam» (там. ஈழம், translit. Īḻam) использовался для обозначения всего острова в сангамской литературе.
Древнегреческие географы называли остров «Тапробана» (др.-греч. Ταπροβανᾶ) или Taprobanē (Ταπροβανῆ), от слова «Тамбапани». Персы и арабы называли остров «Сарандиб» — от «Серентиву» или «Симхалдавипу».
Португальцы, захватившие остров в 1505 году, дали ему название Ceilão, которое было транслитерировано на английский язык как «Цейлон». Как британская колония остров был известен как «Цейлон», и в 1948 году добился независимости как Доминион Цейлон. «Республика Шри-Ланка» было официально принято в качестве названия страны в новой конституции 1972 года и изменено в конституции 1978 года на Демократическая Социалистическая Республика Шри-Ланка (синг. ශ්‍රී ලංකා ප්‍රජාතාන්ත්‍රික සමාජවාදී ජනරජය, там. இலங்கை சனநாயக சோசலிசக் குடியரசு).

## Формирование и состав топонимии
В топонимии Шри-Ланки выделяется несколько топонимических пластов: древнейшие — сингальские и тамильские, европейский, сформировавшийся во время голландского и британского колониального господства, кроме того, встречаются топонимы индийского и малайского происхождения.
Территория страны состоит из основного острова Шри-Ланка (о названии см. выше ) и нескольких десятков мелких островов, большинство из которых необитаемо. Инсулонимы многих из них оканчиваются на -тиву (от там. தீவு [ti: vɯ] — «остров»). Острова западнее полуострова Джафна в Северной провинции имели названия в честь нидерландских городов со времен голландского колониального периода, но только некоторые из них используются до сих пор.
Гряда островов и отмелей на границе Шри-Ланки и Индии носит название Адамов Мост (также Мост Рамы, Рамасету, санскр. रामसेतु [Rāmasētu], там. இராமர் பாலம் [Irāmar pālam]). Согласно верованиям индийских христиан и мусульман, первочеловек Адам, после его изгнания из рая, впервые ступил на Землю на острове Шри-Ланка (пик Адама), а перешёл на материк по отмелям и островам Полкского пролива, которые получили название Адамов Мост.
Большая часть территории Шри-Ланки представляет собой равнину, поэтому оронимы немногочисленны. Название Адамов Пик (синг. ශ්‍රීපාද — Шрипада, синг. සමනළ කන්ද — Саманалаканда, там. சிவனொளி பாதமலை — Сиванолипатха Малай) на сингальском известно как Сирипада («Прославленный след») или Саманала Канда («Пик бога Самана»). Это название связано с углублением на вершине горы, которое, согласно буддийской легенде, представляет собой след стопы Будды, а согласно представлениям мусульман — следом Адама. Название самой высокой горы Шри-Ланки — Пидуруталагала (синг. පිදුරුතලාගල, там. பிதுருதலாகலை) — означает «циновочная гора».
Гидронимия Шри-Ланки включает названия 103 постоянных рек острова. Крупнейшие из них — Махавели (Махавели-Ганга, синг. මහවැලි ගඟ, там. மகாவலி ஆறு, буквально — «большая песчаная река», Келани (синг. කැළණි ගඟ) — этимология не установлена, Калу (Калу-Ганга, (синг. කළු ගඟ, буквально — «чёрная река») и др.
Этимология крупнейших городов:
- Коломбо — по разным версиям, название города происходит от синг. කොල-අඹ-තොට Kola-amba-thota — «гавань с деревьями манго», либо от синг. කොලොන් තොට Kolon thota — «гавань на реке Келани». Также существует старинная версия о существовании исконно сингальского слова korumbu, означавшего «порт, пристань»[19].
- Дехивала-Маунт-Лавиния — город возник в результате объединения Дехивалы и Маунт-Лавинии и получил объединённое название. О происхождении частей топонима имеется ряд гипотез. Одна из них гласит, что Дия Вала означает «углубление, заполненное водой», поскольку в прошлом эта территория была заполнена прудами, а позже трансформировалось в Дехивала. Другая гипотеза заключается в том, что название Дехивала происходит от произрастающих здесь липовых лесов[20]. Что же касается второй части топонима, он происходит от имени любовницы британского губернатора Цейлона Т.Мейтланда, местной танцовщицы по имени Лавиния.
- Моратува — упоминается в поэме XV века «Кокила Сандеша», написанной поэтом-монахом из Дондры[англ.][21]. Название Моратува происходит от слов «Мура Атува», что на сингальском означает турель, которая когда-то существовала в Калдамулле — одном из районов города[22].
- Шри-Джаяварденепура-Котте — город являлся столицей царства Котте, просуществовавшего до конца XVI века. В 1391 году, после покорения королевства Джаффна принцем Сапумалом город получил эпитет Шри Джаявардханепура («блистательный город растущей победы»).
- Негомбо — искажённое в португальском языке тамильское название Неерколомбу[23]. Сингальское название города Мигамува означает «деревня в сотах»; согласно легенде, армия царя Кавантиссы нашла в каноэ у берега моря пчелиный мёд для его жены Вихарамахадеви[англ.], которая в это время была беременна принцем Дутугамуну. Из-за этого место было названо «Ми-Гомува»[24].
- Канди — город и регион были известны под множеством разных названий и версий этих названий. Некоторые учёные предполагают, что первоначальное название города было Катубулу Нувара. Однако более популярно историческое название — Сенкадагала или Сенкадагалапура, официально — Сенкадагала Сиривардхана Маха Нувара (что означает «великий город Сенкадагала растущего блеска»), обычно сокращается до «Маха Нувара». Английское название Канди, появившееся в колониальную эпоху, происходит от англизированной версии сингальского Kanda Uda Rata (что означает «земля на горе») или Kanda Uda Pas Rata (пять округов/ стран на горе). Португальцы сократили это название до «Кандеа», используя название королевства и его столицы. На сингальском языке Канди называется Маха нувара, что означает «Великий город» или «Столица», хотя это чаще всего сокращается до Нувара[25].

## Топонимическая политика
Топонимической политикой в стране занимается Комитет по стандартизации географических названий, созданный в 2015 году.